# Cosmospora vilior
Cosmospora vilior är en svampart som först beskrevs av Karl Starbäck, och fick sitt nu gällande namn av Rossman & Samuels 1999. Cosmospora vilior ingår i släktet Cosmospora och familjen Nectriaceae.  Arten är reproducerande i Sverige. Inga underarter finns listade i Catalogue of Life.